# Moggershil
Moggershil (Muggershil, Mokershil) is een verdronken dorp op het eiland Tholen in het voormalige Graafschap Zeeland. Het dorp kwam vermoedelijk onder water op 1 november 1570 bij de Allerheiligenvloed.
Het vroegere eiland werd in 1419 ingepolderd. De parochie Moggershil werd een eerste maal vermeld in 1488. Het dorp overstroomde ook in 1509, 1530 en 1532. Mogelijk heeft een intensieve buiten- en binnendijkse moernering bijgedragen aan het verlies van het dorp.

## Wapen
Het wapen van de heerlijkheid, met een turfsteker en zes turven, suggereert dat de praktijk in het dorp courant voorkwam.